# Janusz Supniewski
Janusz Wiktor Supniewski (ur. 17 października 1899 w Płocku, zm. 3 czerwca 1964 w Krakowie) – polski lekarz, farmakolog, chemik, organizator i pierwszy kierownik Zakładu Farmakologii Polskiej Akademii Nauk.

## Życiorys
Urodził się w rodzinie Michała, urzędnika miejskiego, i Antoniny z Widulińskich. W 1917 ukończył gimnazjum Macierzy Polskiej w Płocku i rozpoczął studia na wydziale lekarskim Uniwersytetu Warszawskiego, lecz przerwał je w 1918, gdy wstąpił jako ochotnik do Wojska Polskiego. Brał udział w wojnie polsko-bolszewickiej.
Od 1920 pracował w Sanatorium PCK w Zakopanem, potem w Szpitalu Chorób Zakaźnych w Płocku. W 1921 wrócił na studia i ukończył je w 1925 roku, uzyskując stopień doktora nauk medycznych. Jednocześnie był zatrudniony w różnych instytucjach medycznych. W latach 1926–1927 kontynuował studia w University of Illinois, gdzie zdobył doktorat z chemii. W 1929 habilitował się na Uniwersytecie Jagiellońskim, a w kolejnym roku został profesorem uczelni i kierował jej Zakładem Farmakologii.
6 listopada 1939 został aresztowany wraz z grupą krakowskich uczonych podczas akcji przeprowadzonej przez gestapo i wywieziony do obozu koncentracyjnego w Sachsenhausen. Po zwolnieniu, w lutym 1940, pracował w jednej z krakowskich aptek i Ubezpieczalni Społecznej. Po zakończeniu wojny ponownie został wykładowcą UJ, gdzie kilkakrotnie pełnił funkcję dziekana Wydziału Farmacji.
Od 1930 był członkiem Polskiej Akademii Umiejętności, od 1952 członkiem korespondentem, od 1961 członkiem rzeczywistym Polskiej Akademii Nauk. Był organizatorem i pierwszym kierownikiem Zakładu Farmakologii PAN (od 1954 do swojej śmierci pełnił stanowisko dyrektora). W latach 1938–1939 był doradcą naukowym Krakowskich Zakładów Farmaceutycznych „Polfa”.
Jego badania naukowe i współpraca z przemysłem farmaceutycznym doprowadziły do opracowania syntezy wielu nowych leków. Zajmował się głównie środkami przeciw gruźlicy, nowotworom, cukrzycy, antybiotykami. Dostarczył polskiemu lecznictwu m.in. meskalinę, chloromycetynę, izoniazyd oraz kwas askorbinowy.
Był autorem około 300 prac naukowych, w tym takich pozycji jak: Farmakologia (1935), Receptura (1957), Badania nad miażdżycą doświadczalną (1956–61) oraz podręcznika Preparatyka nieorganiczna, PWN (1958).
Zmarł w Krakowie, spoczął w alei zasłużonych na cmentarzu Rakowickim (kwatera LXVII-płd1-1).

## Ordery i odznaczenia
- Krzyż Komandorski Orderu Odrodzenia Polski
- Krzyż Oficerski Orderu Odrodzenia Polski (22 lipca 1951)[8]
- Medal 10-lecia Polski Ludowej (13 stycznia 1955)[9]

## Upamiętnienie
Jest patronem ulicy w Krakowie w Dzielnicy II Grzegórzki.